# 長後駅

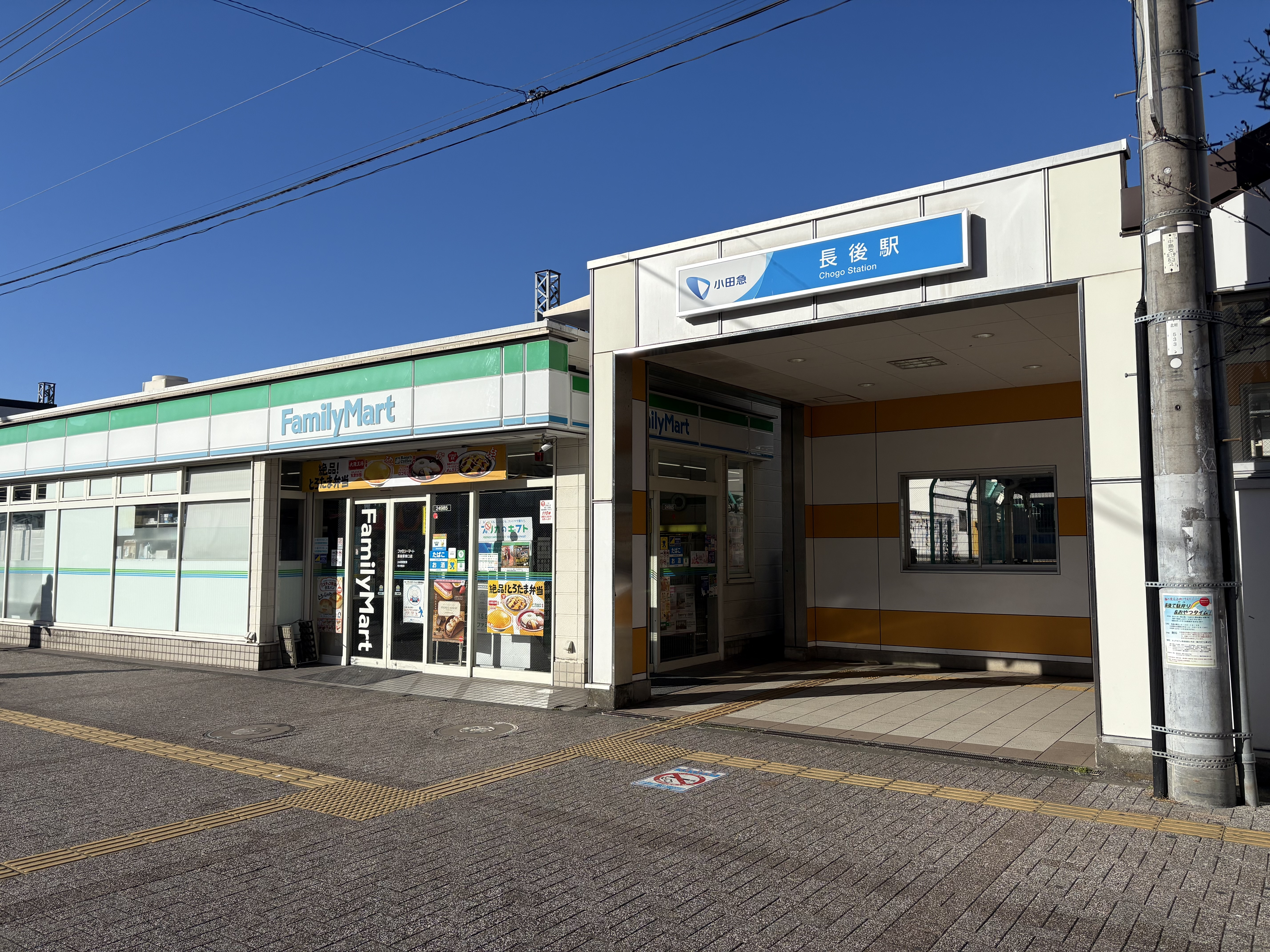
東口（2025年2月5日）

長後駅（ちょうごえき）は、神奈川県藤沢市下土棚にある、小田急電鉄江ノ島線の駅である。駅番号はOE 08。

## 歴史

### 年表
- 1927年（昭和2年）3月：相武電気鉄道が、相模厚木駅（現・本厚木駅）より当駅を経由し新横浜駅（横浜市南区南太田町、現在の新横浜駅とは異なる）へ至る、厚木新横浜線の路線免許を申請。しかし神中鉄道（現・相模鉄道相鉄本線）・湘南電気鉄道（現・京急電鉄京急本線）と競合していたため、申請は却下された。
- 1929年（昭和4年）4月1日：江ノ島線開通時に新長後駅（しんちょうごえき）として開設。「直通」の停車駅となる。なお、各停は新宿駅 - 稲田登戸駅（現・向ヶ丘遊園駅）間のみで運行されていた。
- 1944年（昭和19年）11月27日：貨物取扱開始[1]。
- 1945年（昭和20年）6月：「直通」廃止。各停が全線運行されることとなり、その停車駅となる。
- 1946年（昭和21年）10月1日：準急が設定され、停車駅となる。
- 1955年（昭和30年）3月25日：通勤急行新設、停車駅となる。
- 1958年（昭和33年）4月1日：長後駅に改称[1]。
- 1961年（昭和36年）10月：急行の停車駅となる。
- 1966年（昭和41年）11月6日：貨物取扱廃止[1]。
- 2013年（平成25年）：長後駅西口駅前広場拡張整備完了。
- 2018年（平成30年）：3番ホーム屋根が一部落下、屋根強化される。

### 駅名の由来
高座郡の長である「長郷」が変化した「長後」が由来となっている。
駅所在地の下土棚も北隣の長後も現在は藤沢市の大字だが、駅が開業した1929年当時、下土棚は高座郡六会村の大字、長後は同郡渋谷村の大字だった。そのため、小田原急行鉄道は地元と話し合い、駅名を「新長後駅」とした。その後、下土棚は1942年に、長後は1955年にいずれも藤沢市の大字となり、1958年に「長後駅」に改称された。

## 駅構造

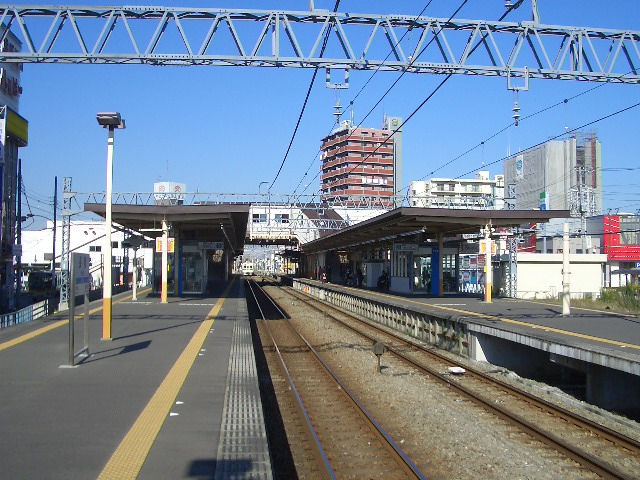
3・4番ホーム藤沢方より相模大野方を望む（2004年11月27日撮影）

島式ホーム2面4線を有する地上駅。橋上駅舎を備える。また、湘南台寄りには渡り線が設置されており、緊急時には折返しが可能である。
かつてこの渡り線を利用して当駅で折返す列車が設定されていたことがある。

### のりば
| ホーム | 路線     | 方向 | 行先                          |
| ------ | -------- | ---- | ----------------------------- |
| 1・2   | 江ノ島線 | 下り | 藤沢・片瀬江ノ島方面          |
| 3・4   | 江ノ島線 | 上り | 相模大野・新宿・ 千代田線方面 |

- 内側2線（2・3番ホーム）が主本線、外側2線（1・4番ホーム）が待避線である。

## 利用状況
2024年度（令和6年度）の1日平均乗降人員は31,840人である。小田急線全70駅中33位。
1991年度（平成3年度）以降乗降人員数は減少傾向にある。既に1995年（平成7年）時点で乗降客数で南隣の湘南台駅よりも少ない状況であったが、1999年（平成11年）に相鉄いずみ野線と横浜市営地下鉄ブルーライン乗入が始まると、乗降客は3年で2割減少した一方、湘南台駅は同じ時期に江ノ島線単体で3割の乗降客の伸びを示しており、これとは別に相鉄いずみ野線、横浜市営地下鉄ブルーラインには7万人近い乗降客があった。このことから、2002年（平成14年）3月23日より運行開始した湘南急行（現・快速急行）は湘南台駅に停車し、当駅は通過している。また、急行設定も日中はない。
駅西側に近接する綾瀬市コミュニティバスが西口へ乗り入れており、綾瀬市役所では最寄駅の1つとして紹介している。
近年の1日平均乗降・乗車人員の推移は以下の通り。
| 年度               | 1日平均 乗降人員 | 1日平均 乗車人員 | 出典                |
| ------------------ | ---------------- | ---------------- | ------------------- |
| 1929年（昭和04年） | 548              |                  |                     |
| 1930年（昭和05年） | 417              |                  |                     |
| 1935年（昭和10年） | 275              |                  |                     |
| 1940年（昭和15年） | 744              |                  |                     |
| 1946年（昭和21年） | 5,347            |                  |                     |
| 1950年（昭和25年） | 5,237            |                  |                     |
| 1955年（昭和30年） | 6,324            |                  |                     |
| 1960年（昭和35年） | 9,503            |                  |                     |
| 1965年（昭和40年） | 21,642           |                  |                     |
| 1970年（昭和45年） | 30,652           |                  |                     |
| 1975年（昭和50年） | 39,103           |                  |                     |
| 1980年（昭和55年） | 45,283           |                  |                     |
| 1985年（昭和60年） | 49,677           |                  |                     |
| 1990年（平成02年） | 52,337           |                  |                     |
| 1991年（平成03年） | 52,701           |                  |                     |
| 1995年（平成07年） | 49,244           | 24,689           | [ 神奈川県統計 1 ]  |
| 1998年（平成10年） |                  | 22,914           | [ 神奈川県統計 2 ]  |
| 1999年（平成11年） |                  | 21,124           | [ 神奈川県統計 3 ]  |
| 2000年（平成12年） | 40,820           | 20,075           | [ 神奈川県統計 3 ]  |
| 2001年（平成13年） |                  | 19,177           | [ 神奈川県統計 4 ]  |
| 2002年（平成14年） | 37,490           | 18,373           | [ 神奈川県統計 5 ]  |
| 2003年（平成15年） | 36,318           | 17,753           | [ 神奈川県統計 6 ]  |
| 2004年（平成16年） | 35,551           | 17,941           | [ 神奈川県統計 7 ]  |
| 2005年（平成17年） | 35,694           | 17,983           | [ 神奈川県統計 8 ]  |
| 2006年（平成18年） | 36,371           | 18,325           | [ 神奈川県統計 9 ]  |
| 2007年（平成19年） | 36,383           | 18,310           | [ 神奈川県統計 10 ] |
| 2008年（平成20年） | 36,153           | 18,150           | [ 神奈川県統計 11 ] |
| 2009年（平成21年） | 34,869           | 17,501           | [ 神奈川県統計 12 ] |
| 2010年（平成22年） | 34,760           | 17,443           | [ 神奈川県統計 13 ] |
| 2011年（平成23年） | 34,811           | 17,455           | [ 神奈川県統計 14 ] |
| 2012年（平成24年） | 35,133           | 17,600           | [ 神奈川県統計 15 ] |
| 2013年（平成25年） | 35,272           | 17,665           | [ 神奈川県統計 16 ] |
| 2014年（平成26年） | 34,674           | 17,334           | [ 神奈川県統計 17 ] |
| 2015年（平成27年） | 34,839           | 17,414           | [ 神奈川県統計 18 ] |
| 2016年（平成28年） | 35,141           | 17,574           | [ 神奈川県統計 19 ] |
| 2017年（平成29年） | 35,145           | 17,561           | [ 神奈川県統計 20 ] |
| 2018年（平成30年） | 34,945           | 17,452           | [ 神奈川県統計 21 ] |
| 2019年（令和元年） | 34,294           | 17,132           | [ 神奈川県統計 22 ] |
| 2020年（令和02年） | 26,551           | 13,250           | [ 神奈川県統計 23 ] |
| 2021年（令和 3年） | 27,909           | 13,919           | [ 神奈川県統計 24 ] |
| 2022年（令和04年） | 30,546           |                  |                     |
| 2023年（令和05年） | 31,436           |                  |                     |
| 2024年（令和06年） | 31,840           |                  |                     |

## 駅周辺
江戸時代は大山街道（柏尾通り）の宿場町であった。
周辺には以下の施設のほか、コンビニエンスストアなどの小規模店舗が複数立地している。
- 国道467号
- 長後街道（県道22号）
- 藤沢市長後市民センター
- 藤沢市少年の森
- 藤沢北警察署長後駅前交番
- 藤沢湘南台病院
- 神奈川県立藤沢総合高等学校
- NTT東日本長後ビル
- いすゞ自動車藤沢工場
- 藤沢北郵便局
- 長後郵便局
- りそな銀行
- 横浜銀行
- ドキわくランド長後駅前店

## バス路線
以下の路線が神奈川中央交通により運行されている。
東口の停留所は以前北は側の踏切近くの旧東口駅前広場（現在は駐輪場へ転用）にあったが、踏切前を出入りするバスが交通の妨げとなっていたことと、旧東口駅前広場はバスの方向転換のために誘導員が常駐する必要がある程手狭であったため、2000年（平成12年）に藤沢都市計画事業長後駅東口土地区画整理事業で整備された南側の長後駅東口駅前広場に移転した。
西口の停留所は乗降客が飽和状態に達していたことから、ロータリー付近の建物（元のパチンコ店等の古い建物）を解体し、2014年（平成26年）にロータリー拡張工事を行い完成、また隣接地に自転車駐輪場が整備された。

### 東口

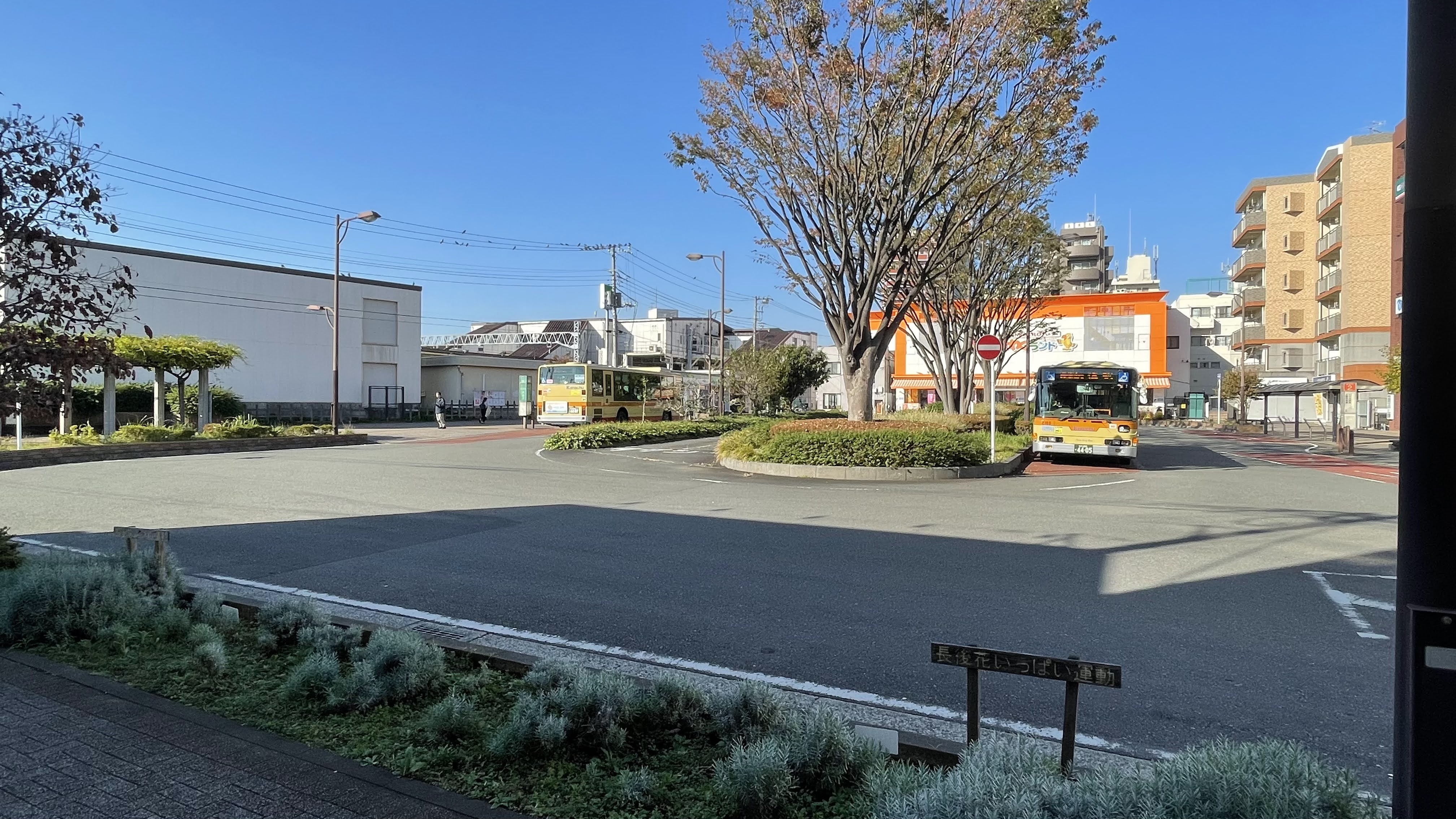
長後駅東口駅前広場（2021年10月撮影）

- 1番乗り場
  - 長54系統：立場ターミナル行
- 2番乗り場
  - 長55系統：上飯田車庫行
  - い08系統：いずみ野駅行
- 乗合タクシー乗り場

　　・長後地区循環乗合タクシー

### 西口
- 1番乗り場
  - 長12系統：直行・いすゞ行

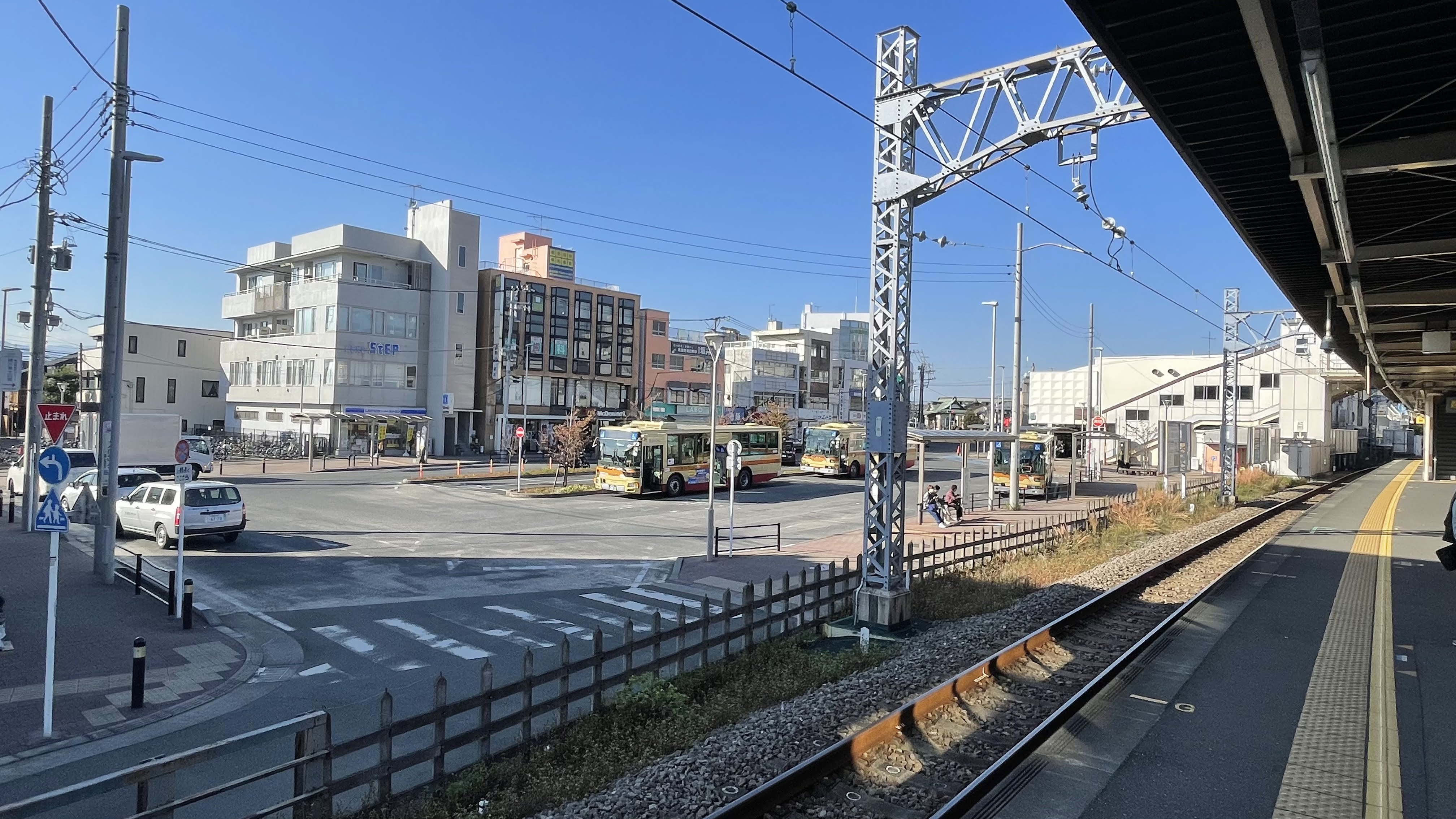
西口（2021年10月撮影）

  - 綾瀬市コミュニティバス「かわせみ」4号車：中原公園・綾瀬厚生病院経由綾瀬市役所行（相鉄バス受託）
    - 藤沢市内区間（長後駅西口 - 奥田）はクローズドドアシステム
- 2番乗り場
  - 長16系統：海老名駅東口行
  - 長35系統：用田経由綾瀬車庫行
  - 長36系統：吉岡工業団地行
- 3番乗り場
  - 長22系統：綾瀬市役所行
  - 長24系統：さがみ野駅行
  - 長33系統：桜ヶ丘駅西口行
  - 長37系統：大法寺経由綾瀬車庫行
  - 長38系統：大法寺・綾瀬市役所・市民文化センター前経由綾瀬車庫行
  - 長39系統：大法寺・市民文化センター前経由綾瀬車庫行
- 4番乗り場
  - 長41系統：湘南台駅西口行
  - 長43系統：長坂上行

## その他

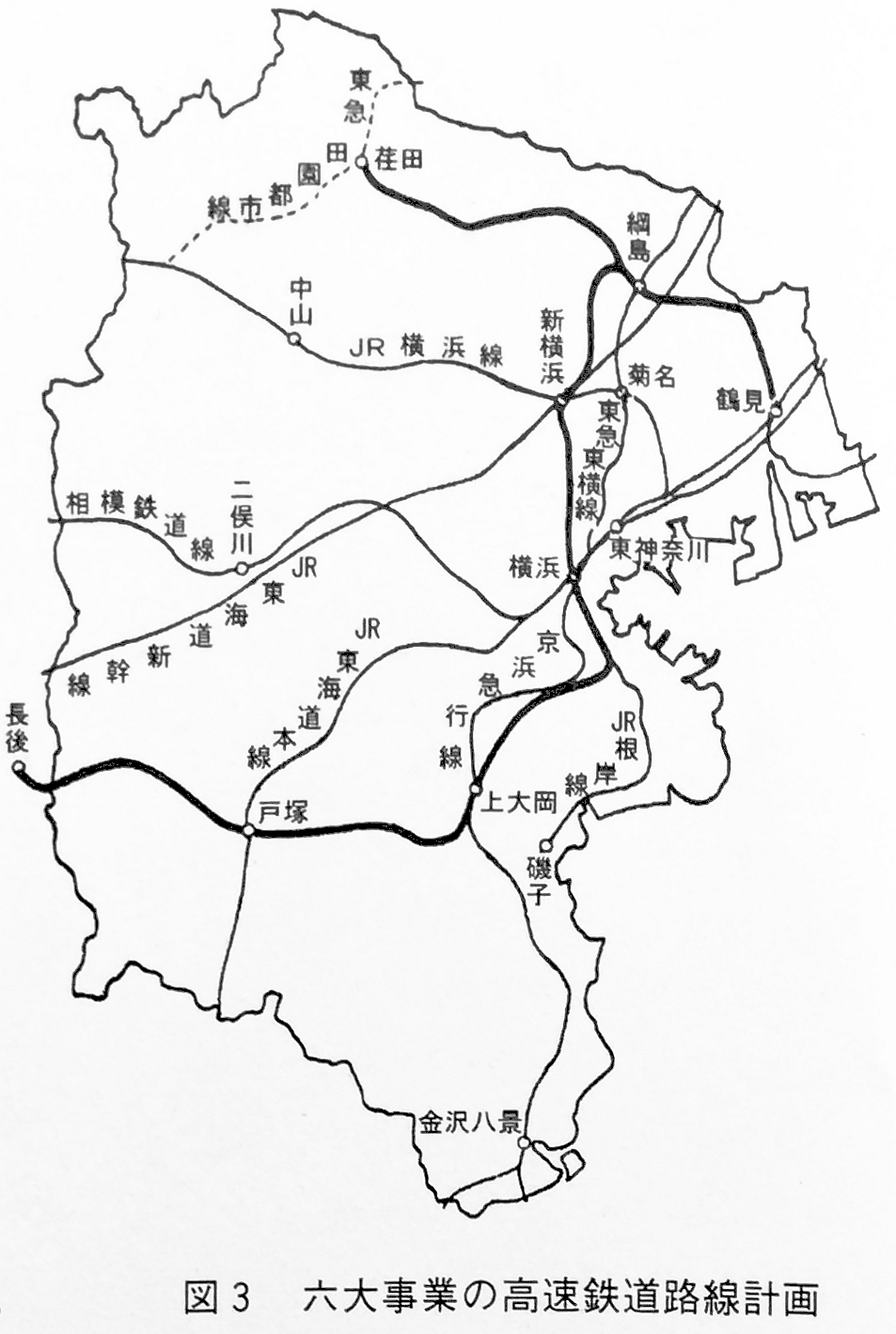
横浜市六大事業構想で公表された、横浜市高速鉄道路線計画（1965年10月）

- 1966年（昭和41年） - 1967年（昭和42年）まで大船駅より運行していた横浜ドリームランドへのドリームランドモノレール線は、当駅からも敷設する計画があったが、結局頓挫した。なお、ドリームランド駅付近は当駅からの敷設を考慮して複線の走行桁が設置されていた。
- 1978年（昭和53年）松竹映画「事件」は長後が舞台になった作品である。松坂慶子、大竹しのぶ、永島敏行等の日本映画界を率いる俳優が出演。大岡昇平原作の同名小説の映画化である。
- 現在湘南台駅を通る横浜市営地下鉄は、当初は湘南台駅ではなく当駅に乗入する予定であったとされる。しかし、1970年代当時の地元商店街で決定権を有する年配の有力者が反対姿勢を示した。当時を知る人は「『これからの長後を担うのは若者であるはずなのに、どうして年寄りが中心なのか？』と疑問に思ったことはあります。地下鉄建設は、広い土地を持っていた地主は駅周辺の変化にはあまり関心がなく、商店会の人たちが中心に反対しました」という。その後、長後はかつての活気を失っていった[5]。

ただし厳密にいえば、横浜市営地下鉄は1963年（昭和38年）には戸塚までであった計画を、1965年（昭和40年）の飛鳥田市政下の六大事業で長後まで延伸としていた。これが1966年（昭和41年）7月の都市交通審議会答申第9号を受けて、より南側、戸塚駅からほぼ真西へ進んだ「六会付近」へ変更（この時点で湘南台駅は未完成）された。そしてこの答申に事業主体未定として記載されたのが、茅ケ崎から「六会付近」二俣川、勝田を経由してほぼ一直線で東京へ至る6号線で、1967年（昭和42年）2月、相鉄はこの6号線の二俣川以南を踏襲しつつ、長後を経由し終点を平塚とする形で免許申請を行った。これが1968年（昭和43年）12月の免許で江ノ島線との交差が長後から「湘南台」に変更されたのは、既に新駅として開設した湘南台を計画に組み入れていた横浜市が、地元住民の反対のある、相模鉄道の長後経由に反対したためである。

## 隣の駅
小田急電鉄
 江ノ島線

■快速急行
通過
■急行
大和駅 (OE 05) - 長後駅 (OE 08) - 湘南台駅 (OE 09)
■各駅停車
高座渋谷駅 (OE 07) - 長後駅 (OE 08) - 湘南台駅 (OE 09)